# George Cosmovici (compozitor)
George Cosmovici (n. 4 octombrie 1859, Sasca Mare, Suceava – d. 14 februarie 1927, Paris) a fost un compozitor român.